# Guntershausen (Viermünden)
Koordinaten: 51° 6′ 10″ N, 8° 47′ 54″ O
Guntershausen ist eine Wüstung in der Gemarkung von Viermünden, einem Stadtteil von Frankenberg (Eder) im nordhessischen Landkreis Waldeck-Frankenberg.

## Lage
Der Ort befindet sich auf 326 m Höhe zwischen Viermünden und der westlich der Landesstraße 3076 gelegenen unteren Butzmühle am Oberlauf des (nördlichen) Eichelbachs, eines orographisch linken Nebenflusses der Nuhne, unweit westlich von dessen Quelle. Die „Alte Frankenberger Straße“ von Sachsenberg nach Schreufa führt westlich an der Stelle vorbei.

## Geschichte
Der Ort ist, soweit bisher bekannt, im Jahre 1285 erstmals schriftlich erwähnt, als das Kloster Haina von den Herren von Nona Güter zu Gundershausen erwarb. Schon bald danach sind die Herren von Viermund als Besitzer eines von den Grafen von Arnsberg zu Lehen gehaltenen Hofs in Gunderdinchusen genannt, und im Jahre 1314 wird der Ort Gunthardinchusen genannt. Die von Viermund besaßen im frühen 14. Jahrhundert neben vier großen, später geteilten, allodialen Höfen in Viermünden auch die Erbhöfe Guntershausen, Breitenhain und Ermelsberg (das spätere Hermannsberg).
Guntershausen wurde im Verlauf des 17. Jahrhunderts wüst. Im Jahre 1711 verlieh Georg Erhard von Dersch, der letzte seines Geschlechts, dem Gerichtsschöffen Peter Stahl aus Viermünden die 'Hausstätte' zu Guntershausen für die Dauer von drei Jahren. Auf der Karte des Hessen-Kasselschen Gerichts Viermünden von 1719 ist Gundershausen noch verzeichnet.